# Episodi di That Time I Got Reincarnated as a Slime
Questa è la lista degli episodi dell'anime That Time I Got Reincarnated as a Slime, adattamento della light novel Mi sono reincarnato in uno slime scritta da Fuse e illustrata da Mitz Vah.
Annunciato il 9 marzo 2018 sul dodicesimo volume delle light novel, un adattamento anime di venticinque episodi, prodotto da 8-Bit e diretto da Yasuhito Kikuchi, è stato trasmesso dal 1º ottobre 2018 al 25 marzo 2019. La composizione della serie è stata affidata a Kazuyuki Fudeyasu, mentre la colonna sonora è stata composta dagli Elements Garden. Le sigle di apertura e chiusura sono rispettivamente Nameless Story di Takuma Terashima e Another Colony di True. In tutto il mondo, ad eccezione dell'Asia, gli episodi sono stati trasmessi in streaming in simulcast, anche coi sottotitoli in lingua italiana, da Crunchyroll.
Una seconda stagione era originariamente prevista per ottobre 2020. A fine maggio 2020 venne comunicato che la seconda stagione sarebbe stata trasmessa divisa in due parti, la prima dal 12 gennaio al 30 marzo 2021 preceduta però da un episodio riassuntivo andato in onda il 5 gennaio, mentre la seconda dal 6 luglio al 21 settembre 2021, dove anche in questo caso, è stata anticipata da un episodio riassuntivo trasmesso il 29 giugno 2021. Prodotta nuovamente dallo studio 8-Bit, lo staff e il cast presente nella prima stagione sono tornati a ricoprire i rispettivi ruoli. La sigla d'apertura è Storyteller di True mentre quella di chiusura è STORYSEEKER e viene cantata dagli STEREO DIVE FOUNDATION. In tutto il mondo, ad eccezione dell'Asia, gli episodi sono stati trasmessi in streaming in simulcast, anche coi sottotitoli in italiano, da Crunchyroll.
Una serie anime spin-off basata sul manga The Slime Diaries era prevista originariamente per gennaio 2021 ma venne posticipata al 6 aprile 2021 a causa della pandemia di COVID-19. La trasmissione si è conclusa il 22 giugno successivo. La serie viene animata anche in questo caso dallo studio 8-Bit sotto la regia di Yuji Ikuhara. La sceneggiatura è scritta da Kotatsumikan, il character design è curato da Risa Takai e Atsushi Irie mentre R.O.N ha composto la colonna sonora. La sigla d'apertura è Brand new diary cantata da Akane Kumada. I diritti internazionali sono stati acquisiti da Crunchyroll che ha pubblicato la serie in versione sottotitolata al di fuori dell'Asia in vari Paesi del mondo, tra cui l'Italia.
Dopo la conclusione della seconda stagione è stato annunciato un film d'animazione previsto per il 2022. Quest'ultimo è uscito il 25 novembre 2022. Il 9 novembre 2022 è stata annunciata una terza stagione. È stata trasmessa dal 5 aprile al 27 settembre 2024 su Nippon TV e le sue affiliate, oltre che su BS11. Come nei casi precedenti, è stata ancitipata da un episodio riassuntivo trasmesso il 29 marzo 2024. Lo staff della seconda stagione e della serie Visions of Coleus è tornato a ricoprire i rispettivi ruoli.
Dopo la messa in onda dell'ultimo episodio della terza stagione, è stata annunciata una quarta stagione e un secondo film.
Una serie ONA di 3 episodi, intitolata Visions of Coleus (コリウスの夢?, Koriusu no yume), è stata annunciata il 19 febbraio 2023 ed è stata pubblicata il 1º novembre 2023. Lo staff della seconda stagione è tornato a ricoprire i rispettivi ruoli insieme a Toshizo Nemoto che si occupa della sceneggiatura. La sigla d'apertura è Hikari hanatsu (ヒカリハナツ?) cantata da Takuma Terashima mentre quella di chiusura da Miho Okasaki. I diritti internazionali sono stati acquisiti da Crunchyroll che ha pubblicato la serie in versione sottotitolata al di fuori dell'Asia in vari Paesi del mondo, tra cui l'Italia.
Il doppiaggio italiano della prima stagione è stato pubblicato da Crunchyroll dal 29 ottobre 2022 al 27 aprile 2023. Il 21 aprile 2023 invece è stato pubblicato il film doppiato in italiano. Dal 1º giugno al 23 novembre 2023 è stato reso disponibile il doppiaggio della seconda stagione mentre il 5 dicembre 2023 la serie Visions of Coleus. Dal 23 aprile al 18 ottobre 2024 è stato pubblicato quello della terza stagione.

## Lista episodi

### Prima stagione
| Nº serie | Nº | Titolo italiano Giapponese 「Kanji」 - Rōmaji | In onda          | In onda          |
| Nº serie | Nº | Titolo italiano Giapponese 「Kanji」 - Rōmaji | Giapponese       | Italiano         |
| 1        | 1  | Veldra, il drago delle tempeste 「暴風竜ヴェルドラ」 - Bōfū ryū Verudora | 1º ottobre 2018  | 29 ottobre 2022  |
| 1        | 1  | Durante il bombardamento di Tokyo una bambina e la madre cercano di fuggire verso un rifugio antiaereo, insieme agli altri abitanti. Un'improvvisa fiammata separa la donna da sua figlia, lasciando quest'ultima sola. Improvvisamente le fiamme circostanti avvolgono la bambina, sollevandola in aria. Pochi istanti dopo è sparita nel nulla. Tokyo, oggi. Il 37enne Satoru Mikami, impiegato, si incontra con il kohai Tamura e la sua fidanzata. Sembrano volergli parlare di qualcosa d'importante (forse un matrimonio), al punto da premurarsi di scegliere per lui i suoi cibi preferiti in un locale vicino. All'improvviso un grido: un pazzo si lancia per strada, con l'apparente intenzione di colpire qualcuno con un coltello affilato. Punta verso Tamura, ma Satoru si frappone tra il folle e l'amico, venendo fatalmente colpito al fianco. Mentre sta morendo commenta le sensazioni che percepisce in quel momento. Nello stesso istante una misteriosa voce gli risponde a tono. Poco dopo aver chiesto un favore all'amico ed avergli fatto i suoi migliori auguri, muore. L'uomo sente di riprendere coscienza, ma non può vedere, parlare o sentire braccia e gambe, anche se riesce a muoversi. Lentamente si rende conto di non essere in ospedale, ma di essere circondato dalla nuda roccia. Rimane decisamente scioccato nello scoprire che, oltre ad essere morto, è rinato sotto forma di una delle creature più improbabili mai esistite: uno slime. Non avendo altro da fare, nei giorni seguenti esplora la caverna solo grazie al tatto. Nello stesso istante "mangia" una gran quantità di erba medicinale e minerale magico e viaggia a gran velocità sull'acqua, andando infine a sbattere contro qualcosa di enorme. Subito dopo una voce profonda gli chiede se lo sente. Dopo un'iniziale incomprensione la voce insegna allo slime a vedere. Anche dopo aver scoperto che il suo misterioso interlocutore è un'enorme drago, non fugge via. Questi si presenta come Veldra, il drago delle tempeste, imprigionato lì da ben tre secoli dopo essere stato sconfitto da una misteriosa Eroina mascherata. Sentendo ciò Satoru gli propone di fare amicizia, al che il drago acconsente. Nel suo vecchio mondo Tamura getta l'hard disk del suo sempai nella vasca da bagno (il "favore" chiestogli prima di morire), promettendo di chiamare suo figlio come lui. |                  |                  |
| 2        | 2  | L'incontro con i goblin 「ゴブリンたちとの出会い」 - Goburin-tachi to no deai | 8 ottobre 2018   | 17 novembre 2022 |
| 3        | 3  | Il combattimento nel villaggio dei goblin 「ゴブリン村での戦い」 - Goburin mura de no tatakai | 15 ottobre 2018  | 24 novembre 2022 |
| 4        | 4  | Nel regno dei nani 「ドワーフの王国にて」 - Dowāfu no ōkoku nite | 22 ottobre 2018  | 1º dicembre 2022 |
| 5        | 5  | Il re eroico, Gazehr Dwargo 「英雄王ガゼル・ドワルゴ」 - Eiyū-ō Gazeru Dowarugo | 29 ottobre 2018  | 8 dicembre 2022  |
| 6        | 6  | Shizu 「シズ」 - Shizu | 5 novembre 2018  | 15 dicembre 2022 |
| 6        | 6  | Una volta tornati a Bulmund dopo aver perlustrato la grotta di Veldra, gli avventurieri Ellen, Kabar e Gido vengono subito rispediti dal capogilda Fuse nella Foresta di Jura per un'ulteriore ispezione, dando loro solo tre giorni di riposo. Per strada incontrano una misteriosa ragazza mascherata, che si presenta come Shizu, che chiede loro di unirsi al loro gruppo fino all'arrivo nella foresta. Ellen accetta subito con entusiasmo la presenza di un altro membro. Intanto, presso il villaggio dei goblin, le cose vanno avanti: dopo il loro ritorno, Limur e gli altri scoprono che altri goblin erano giunti lì per mettersi sotto la sua protezione, portando lo slime ad acconsentire (e a dormire per tre giorni dopo averli nominati tutti). Mentre il villaggio viene ampliato, grazie anche al supporto dei quattro nani al suo seguito, tutti impareggiabili nei loro campi, Limur prova ulteriormente una delle sue nuove tecniche, il Fulmine Nero, mentre Gobta, liberatosi da solo dalla prigione nel regno di Dwargon dopo aver evocato un Tempest Wolf, tenta di insegnare lo stesso ad alcuni nuovi arrivati. Poco dopo a Limur viene riferito dell'avvistamento di alcuni umani inseguiti da formiche gigantesche (Ellen, Kabar e Gido con la nuova arrivata). Improvvisamente la donna mascherata si volta e ne uccide un gran numero, prima di cadere a terra per qualche motivo. Una formica sopravvissuta cerca di ucciderla, ma viene incenerita da un colpo di Limur, il quale si accorge che è la "persona del suo destino" predettagli dall'elfa a Dwargon. Dopo aver offerto un pasto agli ospiti, lo slime scambia qualche parola con Shizu sulla cima di una collina. Lei gli racconta del suo passato e di come un bombardamento la separò dalla madre. Per tirarla su di morale le mostra, tramite i propri ricordi, di come il loro paese d'origine si era ripreso dopo la guerra. Dopo essersi separato da lei per occuparsi di alcuni affari con Kaijin, Shizu ripensa a quando venne evocata da un uomo misterioso, il quale l'avrebbe "donata" allo spirito di fuoco Ifrit. |                  |                  |
| 7        | 7  | La dominatrice delle fiamme esplosive 「爆炎の支配者」 - Bakuen no shihaisha | 12 novembre 2018 | 22 dicembre 2022 |
| 7        | 7  | Risvegliatasi da un incubo dove ripercorre le sue prime uccisioni, tra cui la sua prima amica nel nuovo mondo, e capendo di non riuscire più a sopprimere la furia distruttiva di Ifrit, Shizu decide di allontanarsi per non fare più del male alle persone a cui tiene. La mattina della partenza, però, perde definitivamente il controllo, e lo spirito di fuoco inizia a scatenarsi con l'evidente volontà di distruggere tutto. Kabar la riconosce così come Shizue Izawa, la famosa eroina nota come "Dominatrice delle fiamme esplosive". Limur, dopo aver fatto allontanare Ellen e i suoi compagni e forte della sua invulnerabilità alle fiamme, si batte con lo spirito, riuscendo a sconfiggerlo assorbendolo. Nel frattempo Ifrit si trova in uno spazio buio apparentemente senza fine. La voce di Veldra Tempest si fa sentire e lo informa di essere nello stomaco di Limur, da cui non può fuggire, e che lo affronterà pur non considerandolo un avversario alla pari. |                  |                  |
| 8        | 8  | Volontà ereditate 「受け継がれる想い」 - Uketsugareru omoi | 19 novembre 2018 | 29 dicembre 2022 |
| 8        | 8  | Dopo la lotta di Limur contro Ifrit, il primo assiste Shizu, indebolita dalla scomparsa dello spirito di fuoco. Gli racconta la sua storia, degli anni trascorsi al servizio di Leon Cromwell, il Re Demone che l'aveva evocata, fino al giorno in cui, durante una guerra contro un suo nemico, la lasciò come retroguardia al suo castello mentre lui fuggiva. Fu in quell'occasione che incontrò l'Eroina, venendo facilmente sconfitta. Da quel momento la prese sotto la propria ala e le insegnò molte cose sul mondo e sulla magia. Proprio lei le donò la sua maschera, così da contenere meglio Ifrit. Ma un giorno scomparve senza alcuna spiegazione, promettendole che si sarebbero riviste. Decidendo di diventare più forte per difendere altre vite sofferenti, divenne un'avventuriera per la Gilda della Libertà, affrontando innumerevoli nemici per tanti altri anni. Dopo essersi ritirata iniziò ad insegnare in una scuola per bambini evocati nel regno di Ingracia. Infine, percependo che il suo tempo stava per scadere, e che non avrebbe più potuto impedire a lungo allo spirito di fuoco di scatenarsi, si ricordò dell'uomo che l'aveva evocata, decidendo di rincontrarlo. Sempre più debole, chiede a Limur/Satoru di divorarla, così da non rimanere bloccata nel ciclo di reincarnazioni di quel mondo e continuare a soffrire. Lo slime acconsente, promettendole pure che avrebbe affrontato Cromwell. Finalmente rincuorata, spira. Quando Limur usa Divoratore su di lei, la ragazza si trova in una dimensione dove può riunirsi ai suoi vecchi amici e alla madre. Poco dopo Kabar, Gido ed Ellen si dirigono alla tenda per sincerarsi che la loro compagna stesse bene, ma trovano solo Limur, che ha assunto sembianze simili alle sue. Dopo aver appreso che Shizu se n'era andata, chiedono allo slime di riassumere le sue sembianze, così da poter dire addio almeno all'immagine della loro amica. Infine lasciano il villaggio dei goblin dopo aver promesso a Limur di parlar bene della sua gente. Più o meno nello stesso istante un orco arranca in mezzo al deserto, stremato ed affamato. Un misterioso individuo, Germyud, gli si avvicina offrendogli del cibo e un nome: Gerd. |                  |                  |
| 9        | 9  | L'attacco degli ogre 「大鬼族の襲撃」 - Ōga no shūgeki | 26 novembre 2018 | 5 gennaio 2023   |
| 9        | 9  | Nonostante la battuta d'arresto data dall'attacco di Ifrit, la ricostruzione del villaggio dei goblin procede bene senza bisogno che Limur dia istruzioni. Approfitta di questo per sperimentare le sue nuove capacità date dall'assorbimento dello spirito di fuoco e dall'aver inglobato Shizu. Improvvisamente Ranga lo avverte che un gruppo di ogre ha assalito la loro squadra di approvvigionamento comandata da Rigur. Lo slime cerca subito di sistemare la cosa pacificamente, ma il capo non intende sentire ragioni. Anzi, gli ordina di mostrare il suo vero aspetto, convinto che fosse a capo degli orchi che avevano attaccato il suo villaggio e ucciso i suoi compagni. La stessa maschera che indossa ne sarebbe la prova lampante. A quel punto, non avendo altre possibilità e dopo aver fatto allontanare Rigur, Gobta e gli altri, decide di affrontare gli ogre da solo, mentre Ranga tiene occupata la sorella minore del loro leader. Tre vengono facilmente sopraffatti, e quando il leader e l'anziano rifiutano di arrendersi, anche dopo avere assistito ad una dimostrazione piuttosto notevole del potere di Limur, è la stessa principessa ogre a fermare il fratello: se davvero fosse stato lui a distruggere il loro villaggio l'avrebbe fatto con le sue sole forze, senza servirsi degli orchi. Dopo aver mostrato il suo vero aspetto e la maschera, riceve le scuse dal capo degli ogre, il quale dice che erano mossi dalla disperazione e dalla perdita della loro casa. Lo slime assicura che non c'è alcun problema dato che nessuno è rimasto ucciso nell'aggressione. Li invita al villaggio per partecipare alla festa di quella sera, anche per determinare chi fosse realmente dietro all'attacco del villaggio ogre. |                  |                  |
| 10       | 10 | Il Lord degli orchi 「オークロード」 - Ōku Rōdo | 3 dicembre 2018  | 12 gennaio 2023  |
| 10       | 10 | Mentre Limur, con sua grande gioia, può finalmente assaporare i sapori dei cibi e gli ogre si godono la festa, il loro capo, Kaijin, Rigurd e suo figlio Rigur discutono dell'attacco al villaggio. Il nano è molto sorpreso al sentire che gli orchi, noti per essere ben più deboli degli ogre, li hanno quasi tutti sterminati. Tra le loro file era presente anche un demone mascherato, che aveva indotto il leader e i suoi compagni ad attaccare Limur credendo che fosse lui. Al sentire le sue parole lo slime deduce quanto dovesse essere disperato e voglioso di vendetta verso gli assassini dei suoi compagni, al che gli propone di diventare tutti suoi subordinati, almeno per il tempo sufficiente ad ottenere la loro rivincita. Dopo averci pensato durante la notte, accetta la proposta. Dopo aver condotto nella tenda di Limur i suoi cinque compagni, quest'ultimo li informa che per maggior comodità avrebbe dato loro un nome, nonostante le proteste della principessa sulle conseguenze. Il capo riceve il nome di Benimaru, sua sorella diventa Shuna, l'unica altra donna del gruppo Shion, l'anziano spadaccino Hakurou, il ninja Souei e l'ogre armato di martello Kurobe. Subito dopo, però, entra subito in "modalità riposo". Al risveglio rimane sorpreso al vederli molto cambiati. "Grande Saggio" informa Limur che dare il nome ad una creatura già di livello alto equivale a spendere altrettanta sostanza magica. Più tardi, sulla collina, Benimaru e Limur perlano ancora dell'assalto al villaggio del primo, e l'ogre inizia a chiedersi se possa collegarsi alla visita, poco tempo prima, di uno strano individuo intenzionato a dare loro un nome. Trovando la cosa sospetta aveva rifiutato, e il demone, infastidito, andò via. Si chiamava Germyud, lo stesso che aveva donato un nome al primo Rigur, e che si era presentato come un subordinato di un Re Demone, al che lo slime inizia a pensare che ci sia sotto qualcosa di strano. Intanto i lizardman, lucertole antropomorfe abitanti nella foresta di Jura, avvistano l'armata di orchi, composta da ben 200.000 soldati. Un numero sia enorme che difficile da accettare, vista la natura egoistica degli orchi. Al che il loro capo deduce che siano comandati da un Lord degli Orchi, un mostro unico che può nascere una volta ogni secoli. Per avere più truppe possibile decide di formare un'alleanza con più abitanti della foresta possibile. Al che invia il figlio Gabil come ambasciatore. Questi, presuntuoso di natura e con l'ego già gonfio per essere l'unico lizardman dotato di nome, viene ancor più inorgoglito dai suoi tre subordinati, che gli suggeriscono di prendere il posto del padre approfittando della crisi. |                  |                  |
| 11       | 11 | Gabil in visita! 「ガビル参上！」 - Gabiru sanjō! | 10 dicembre 2018 | 19 gennaio 2023  |
| 11       | 11 | È passato qualche giorno e gli ogre si sono ben integrati nel villaggio, svolgendo diverse mansioni: Shuna si dimostra molto brava nel tessere la tela degli Hell Moth, impressionando i tre fratelli nani e Limur, che gira per il villaggio in braccio a Shion. Quest'ultima si è offerta di fargli da segretaria e da guardia del corpo, ma risulta una pessima cuoca. Nel frattempo Gabil è riuscito a riunire ben settemila goblin sotto il suo comando. Quando gli riferiscono di un villaggio di goblin che hanno sottomesso le zanne di lupo (quello di Limur), pur faticando a crederci, decide di "sottomettere" anche loro. Poco dopo, mentre lo slime sta assistendo ad una discussione tra Kurobe e Kaijin sui diversi metodi di forgiatura, viene informato della visita dell'inviato dei lizardman. Dopo una presentazione piuttosto teatrale, Gabil comunica le sue intenzioni infastidendo immediatamente tutti (soprattutto Shion) con la sua boria. Ranga allora propone un duello: se Gobta (arrivato lì per caso) l'avesse sconfitto si sarebbe ritirato, diversamente avrebbero ponderato la sua proposta. Nonostante la rapidità dell'uomo lucertola il piccolo hobgoblin lo sconfigge in un attimo. Quella sera stessa Limur e i suoi compagni, dopo essere stati informati da Souei delle abnormi dimensioni dell'armata degli orchi, prendono in considerazione l'idea che siano guidati dal Lord degli Orchi. Poco dopo una driade appare dinanzi allo slime chiedendogli di sconfiggerlo. |                  |                  |
| 12       | 12 | Gli ingranaggi vanno fuori controllo 「狂いゆく歯車」 - Kuruiyuku haguruma | 17 dicembre 2018 | 26 gennaio 2023  |
| 12       | 12 | La driade si presenta come Treyni e chiede a Limur e ai suoi compagni di sconfiggere il Lord degli Orchi. È rimasta colpita dalla capacità di comando di Limur e degli alleati che ha riunito intorno a sé, non potendo dunque ignorarli. Proseguendo con la riunione, Shuna chiede a Souei se ha trovato traccia dei cadaveri dei loro compagni o degli orchi caduti, ottenendo conferma di non aver trovato nessun resto. Treyni li informa che ciò è dovuto ad una peculiare abilità tipica del Lord degli Orchi, denominata "Affamato". Essa provoca una fame senza fine e può essere estesa ai propri subordinati. Lo scopo ultimo è quello di ottenere i poteri della preda divorata, fosse anche un compagno morto. È questo il principale motivo per cui il Lord riesce a gestire così tanti orchi. La driade chiede nuovamente a Limur di accettare il compito di sconfiggere questa grande minaccia, e lo slime (spinto anche dalla grande fiducia di Shion) accetta. Riflette anche che un'alleanza coi lizardman costituirebbe un vantaggio, ma non se dovesse rivolgersi a Gabil. Souei si offre di parlare direttamente con il loro capo. Nel frattempo Gabil si riprende, con gran sollievo dei suoi sottoposti. Dichiara che gli abitanti del villaggio li hanno ingannato per bene, e che il suo avversario non poteva che essere il loro vero capo, non lo slime. Si accorge subito della presenza di uno strano individuo. Questi si presenta come Laplace, un servitore di Germyud. Con parole ben congegnate, lo convince a tornare nella sua terra per deporre il padre. Nel frattempo Souei riesce a farsi ricevere dal capo dei lizardman. Sia lui che la sua guardia personale percepiscono che non avrebbero alcuna speranza ad affrontarlo. Scoprendo di trovarsi di fronte ad un kijin, e che è dotato di un nome, lo porta a pensare che il padrone del messaggero sia un individuo dotato di grande potere, così accetta la proposta di alleanza, ponendo come condizione di incontrarlo. Nel frattempo, per evitare che i suoi sudditi diventino cibo per orchi, ordina loro di concentrarsi sulla difesa, senza prendere alcuna iniziativa di attacco. Dopo quattro giorni, durante i quali i lizardman si difendono da orchi forti quanto un ogre, Gabil ritorna e, sorpreso dalla decisione del padre, ritenuto ormai vecchio e pavido, decide di estrometterlo con la forza rinchiudendolo in cella con chi gli è ancora fedele. A nulla valgono le proteste del capo e della sua guardia personale. Annuncia così che avrebbero attaccato e vinto sui loro nemici, così da dimostrare la supremazia dei lizardman. Quella notte abbattono un gran numero di orchi, ma rimangono inorriditi quando gli avversari iniziano a divorare i loro stessi compagni. |                  |                  |
| 13       | 13 | Il grande scontro 「大激突」 - Dai gekitotsu | 24 dicembre 2018 | 2 febbraio 2023  |
| 13       | 13 | Limur, Ranga, Gobta, Shion, Benimaru ed Hakurou ed i goblin combattenti si dirigono verso la terra dei lizardman per incontrarsi col loro capo. Souei, in ricognizione, informa che un gruppo di orchi sta mettendo alle strette la lizardman a capo delle guardie. Quando il resto del gruppo arriva i nemici sono già stati tutti massacrati, mentre la donna è ferita gravemente. Dopo averla curata con la sua medicina, questa racconta della scellerata azione di Gabil e supplica Limur di aiutare la sua gente. Senza alcun indugio lo slime la riconosce come rappresentante del capo formalizzando l'alleanza. Prima di proseguire manda Souei a liberare il capo dei lizardman. Nella palude la battaglia inizia ad assumere una brutta piega per i lizardman: subito dopo aver divorato i loro compagni morti, gli altri orchi diventano più veloci, assumendo alcune caratteristiche dei lizardman dopo averne divorato uno. Gabil e i suoi uomini si trovano improvvisamente accerchiati, trovandosi in svantaggio con anche i loro goblin da difendere. Improvvisamente il Generale degli Orchi, ben più grosso ed evidentemente più forte degli altri, si fa avanti. Gabil rimane esterrefatto quando questi dichiara di non essere nemmeno paragonabile rispetto al Lord. I due contendenti iniziano a duellare. Nonostante Gabil, con le sue mosse, riesca a prendere di sorpresa il suo avversario, il Generale lo sbatte a terra come niente. Improvvisamente Gobta compare parando il colpo d'ascia che avrebbe ucciso l'uomo lucertola. Lo stesso Generale viene disintegrato da Ranga, mentre buona parte dell'armata degli orchi inizia ad essere devastata dai kijin, ormai ben più forti rispetto a qualche tempo prima e vogliosi di vendetta. Frattanto Souei stermina gli orchi penetrati nella roccaforte dei lizardman e libera il capo con i suoi consiglieri. Germyud è sconvolto: niente di quanto accaduto finora rientrava nei suoi piani ed è terrorizzato all'idea che "quella persona" lo uccida in caso di fallimento. Sorvolando il campo di battaglia, Limur individua finalmente il Lord degli Orchi, decidendo di porre fine alla sua vita. |                  |                  |
| 14       | 14 | Colui che divora ogni cosa 「全てを喰らう者」 - Subete o kurau mono | 7 gennaio 2019   | 9 febbraio 2023  |
| 14       | 14 | Improvvisamente Germyud piomba dal cielo sul campo di battaglia iniziando ad imprecare contro coloro che stanno intralciando i suoi piani di creare "la più potente delle pedine": un Re Demone fantoccio di cui il suo padrone avrebbe potuto servirsi. Era stato proprio lui a passare per il villaggio degli ogre, ma siccome questi avevano rifiutato aveva puntato sugli orchi. Passa ad insultare Gabil accusandolo di "essere sempre in mezzo ai piedi" e, dato che il Lord non accenna a muoversi, decide di intervenire uccidendo il lizardman per darlo in pasto alla sua creatura. Gabil viene protetto dai suoi tre più stretti sottoposti, che però rimangono gravemente feriti. Un secondo tentativo di ucciderlo viene bloccato da Limur, che apprezza il suo legame con i suoi uomini. Dopo aver consegnato a Gabil medicine per lui stesso e i suoi subordinati, lo slime affronta lo stregone: lo lega e poi inizia a prenderlo a pugni. Stufo di questa umiliazione, Germyud chiede nuovamente al Lord, chiamandolo per la prima volta col suo nome, Gerd, di aiutarlo. Finalmente l'orco inizia a farsi avanti, ma invece di attaccare Limur decapita il demone, per poi divorarlo così da raggiungere lo stadio di "Orc Disaster". A nulla valgono gli attacchi dei kijin: Gerd non sembra risentirne affatto, nemmeno quando Hakurou lo decapita o Ranga gli scaglia contro un fulmine potentissimo. La sua capacità rigenerativa è troppo forte. Limur si scaglia contro di lui lasciandosi temporaneamente possedere da Grande Saggio. Nemmeno questo attacco va a segno, ma è abbastanza vicino da iniziare una lotta tra la sua abilità Predatore e l'Affamato dell'Orc Disaster, con quest'ultimo perdente. Nello stesso istante lo slime scava nei ricordi dell'orco, vedendo le sofferenze patite da tutti gli orchi, compresi i loro figli. Tutto ciò aveva portato il loro re ad un lungo cammino verso la foresta di Jura alla ricerca di ogni minima benedizione per uscirne, fino al suo incontro con Germyud. Gli promette di dare alla sua gente un futuro migliore e di "divorare" anche le sue colpe. Ormai col cuore in pace, Gerd riesce a passare oltre. Con la morte dell'Orc Disaster, la battaglia è finita. Con la sconfitta degli orchi, i kijin hanno avuto la loro vendetta e potrebbero andare per la loro strada, ma Benimaru comunica a Limur che lui e i suoi compagni sarebbero lieti di rimanere al suo servizio. Contento di ciò, Limur dà loro il benvenuto. |                  |                  |
| 15       | 15 | La grande alleanza della foresta di Jura 「ジュラの森大同盟」 - Jura no mori dai dōmei | 14 gennaio 2019  | 16 febbraio 2023 |
| 15       | 15 | Dopo la conclusione della guerra contro il Lord degli Orchi, viene tenuta un'assemblea tra le diverse fazioni, orchi compresi, di cui Limur funge da moderatore. Inizia mettendo in chiaro di non voler mettere in croce gli orchi, perché a spingerli a fare ciò che hanno fatto è stata la terribile carestia da loro affrontata, e perché si è fatto carico delle colpe di Gerd. Propone anche una collaborazione tra le specie della foresta di Jura, con gli orchi che avrebbero fornito la forza lavoro. Treiny, presente alla riunione, dà la sua approvazione nominando Limur nuovo capo dell'alleanza (con gran sgomento di quest'ultimo). Poco dopo il figlio di Gerd, in preda ai sensi di colpa per quanto fatto al villaggio degli ogre, chiede a Benimaru cosa mai potrebbe fare per ottenere il loro perdono, per quanto improbabile. Il kijin risponde che, essendo stato nominato capo dell'esercito, non ha intenzione di liberarsi di un valido combattente, e che quindi, essendo entrambi sotto lo stesso padrone, avrebbe ripagato servendo sotto lui stesso. Limur decide di dare all'orco lo stesso nome di Gerd, essendo divenuto il nuovo re dei suoi simili. Anche il capo dei lizardman riceve un nome, diventando Abil. Una volta tornato sul suo trono decide di esiliare Gabil per il suo tradimento. Una volta allontanatosi viene ricevuto dai suoi tre sottoposti, disposti a seguirlo ovunque. Altrove, Laplace chiede al Re Demone Kleiman se è infastidito dal fallimento del loro piano, al che quest'ultimo risponde di aver trovato qualcosa di altrettanto interessante (lo stesso Limur). Tre mesi dopo la battaglia il villaggio, sempre più simile ad una città, è stato ulteriormente ampliato, grazie anche all'assistenza degli orchi (ora High Orc), con case più moderne, un acquedotto e una rete stradale per un collegamento migliore coi lizardman e simili. Improvvisamente, però, Limur e i suoi seguaci ricevono la visita dei soldati di Dwargon, capitanati nientemeno che da re Gazehr, intenzionato a verificare la natura dello slime. I due si impegnano in un duello, che Limur riesce a vincere per un soffio. Quella sera stessa, nel nuovo centro ricreativo del villaggio, i soldati di Dwargon e gli abitanti condividono un pasto in comune, durante il quale il sovrano di Dwargon dice a Limur che intendeva indagare su colui che aveva sconfitto il Lord degli Orchi. Propone anche un'alleanza tra i loro regni, affermando che ne beneficerebbero entrambi. Quando gli chiede il nome della nazione, lo slime risponde che è la Federazione Jura Tempest. I suoi sottoposti aggiungono che il nome della capitale stessa è Limur (con enorme imbarazzo del diretto interessato). |                  |                  |
| 16       | 16 | L'invasione del Re demone Milim 「魔王ミリム来襲」 - Maō Mirimu raishū | 21 gennaio 2019  | 23 febbraio 2023 |
| 16       | 16 | Due giorni dopo l'incontro con Limur e aver stipulato un'alleanza con la Federazione Jura Tempest, Re Gazher ritorna portandogli l'ex ministro Vester, di modo che Limur possa impiegarlo come preferisce (essendo l'uomo dotato di conoscenze fuori dal comune), come parte della loro recente alleanza. Poco dopo la partenza delle forze di Dwargon Limur si accorge della presenza di Gabil e dei suoi seguaci tra la folla. Essendo stato esiliato da suo padre Abil, si augura di essere utile all'individuo che lo ha salvato da morte certa. Nello stesso istante arriva il capo delle guardie lizardman, mandata lì da suo padre con altri quattro subordinati per accumulare maggior esperienza. Tutti i lizardman vengono nominati, tranne Gabil, il cui nome viene accidentalmente riconfermato. Souka (la sorella di Gabil) e i suoi accompagnatori vengono affidati a Souei, mentre a Gabil e gli altri viene affidato il compito di coltivare l'erba Hipokte nella caverna di Veldra (con scarsi risultati), mentre Vester deve ricercare un modo per riprodurre la medicina "full potion" naturalmente sintetizzata da Limur. Altrove, nel castello di Kleiman, la dragonoid Milim Nova afferma di voler investigare lei stessa sull'individuo che ha sconfitto il Lord degli Orchi, chiedendo ai presenti di non interferire. Immediatamente Limur si accorge di una presenza molto potente, diretta verso il suo paese ad altissima velocità. Arrivato sul luogo dell'impatto, viene salutato da Milim Nova, che afferma di essere lì "solo per presentarsi". Ranga, Shion e gli altri kijin, accorsi sulla scena, cercano di allontanare Limur e di attaccare la Re Demone, con l'unico effetto di farla arrabbiare. Lo slime, comprendendo che la sua avversaria era molto più forte di lui, le fa mangiare del miele, portandola a concludere il duello in parità pur di mangiarne altro. Dopo una chiacchierata tra i due, e dopo aver capito che a Tempest ci si diverte (nella sua lunga vita tende ad annoiarsi molto) comunica ai cittadini che si sarebbe trasferita lì. Quella sera stessa Limur e i suoi collaboratori discutono riguardo la presenza di Milim lì da loro, rimuginando che, con la sua presenza nella loro città, gli altri Re Demoni li avrebbero tenuti costantemente sott'occhio. |                  |                  |
| 17       | 17 | La riunione 「集う物達」 - Tsudou mono-tachi | 28 gennaio 2019  | 2 marzo 2023     |
| 17       | 17 | Poco dopo aver confermato la riuscita degli esperimenti di Vester, Rimuru sente un'esplosione provenire dalla piazza del villaggio. Accorso sulla scena si fa raccontare quanto successo: un certo Phobio, emissario del Re Demone Callion, era entrato in città facendo un'osservazione piuttosto sprezzante sul luogo. Quando Rigurd risponde, Phobio gli tira un pugno che gli scioglie mezza faccia. Ciò fa arrabbiare Milim, che gli si scaglia contro tramortendolo. Dopo averla minacciata di farle saltare la cena se non fosse rimasta buona, Limur fa accomodare gli ospiti, e dopo aver insistito un po' Phobio gli dice di essere stato mandato da Callion a soggiogare Tempest. Per tutta risposta, data la presunzione mostrata, Limur ordina loro di tornare indietro. Chiede poi a Milim qualcosa sugli altri Re Demoni. Dopo un iniziale rifiuto, e la promessa di una nuova arma da parte di Limur, la dragonoid gli parla di Kleiman, Frey e Callion. Erano stati loro a complottare per la creazione di un Re Demone marionetta (Milim aveva dato la sua approvazione solo perché si annoiava), ma ora che il piano è stato mandato a monte è naturale per gli abitanti di Tempest essere presi di mira. Poco tempo dopo una spedizione investigativa del regno di Falmuth, capitanata da Youm, si imbatte in Ellen, Kabar, Gido e il capogilda Fuse mentre stanno fuggendo (di nuovo) da una bestia magica infuriata. Youm e i suoi si dispongono a triangolo preparandosi ad affrontare il Knight Spider, che tuttavia viene raggiunto ed eliminato in pochi istanti da Gobta e il resto dei Cavalieri Goblin, intenzionati a portarlo in città come selvaggina. Fuse rimane basito quando incontra Limur, rendendosi conto che ad aver sconfitto il Lord degli Orchi è proprio uno slime. A questo punto Limur propone ai suoi ospiti un accordo simile a quello stipulato con Dwargon, il che implica che la Federazione è stata riconosciuta come nazione dal regno dei nani, come confermato da Vester, vecchia conoscenza di Fuse. Limur consente ai suoi ospiti di rimanere per dimostrare loro di non essere ostili agli umani. Inoltre, approfittando del fatto che la notizia della sconfitta del Lord non si è diffusa, lo slime chiede a Youm di fingere che sono stati lui e i suoi uomini a sconfiggerlo, perché se la verità venisse a galla gli abitanti di Tempest potrebbero essere guardati con ostilità, ma non se venisse raccontato che hanno fornito della fondamentale assistenza. Dopo averci pensato attentamente, accetta. Nel frattempo Kleiman riceve la visita di Tear, un'altra sua seguace. I due parlano di come Milim sia così interessata all'essere che ha sconfitto l'Orc Disaster, e Tear riporta i risultati della sua indagine: pare che Frey non intenda immischiarsi con ciò che riguarda la Foresta di Jura, essendo preoccupata per l'eventuale risveglio di Cariddi. A questo punto Kleiman chiede a lei, con l'aiuto di Footman, di cercare il luogo ove è sigillato e se esiste un modo per addomesticarlo. |                  |                  |
| 18       | 18 | Una malvagità inaspettata 「忍び寄る悪意」 - Shinobiyoru akui | 4 febbraio 2019  | 9 marzo 2023     |
| 18       | 18 | Quella sera Phobio ripensa all'errore di aver trattato gli abitanti di Tempest con tanta alterigia, essendo in possesso di abilità precluse anche ad una nazione come Eurazania. Comprende che con il suo comportamento ha compromesso un'eventuale alleanza con la Federazione Jura Tempest, assumendosene ogni responsabilità. Subito viene avvicinato da Tear e Footman, che gli suggeriscono un modo per vendicarsi dell'umiliazione subita da Milim. Dopo averlo condotto alla caverna dove sarebbe sigillato Cariddi, rivelano a Phobio che basta accettare il nucleo della creatura in sé e dominarla per realizzare la sua vendetta. Dopo l'entrata del cavaliere bestiale nel pertugio, i due clown commentano su quanto sia stato facile ingannarlo. Il giorno dopo, a Tempest, Limur e i suoi compagni ricevono la visita di Trya, sorella di Treyni, che li avverte del risveglio di Cariddi e del grande pericolo che tutti loro stanno correndo. Essendo nato da un ammasso di sostanza magica involontariamente rilasciato da Veldra, può essere considerato come suo figlio, al che Limur suppone che si stia dirigendo verso di loro perché attirato dalla presenza del Drago delle Tempeste in sé stesso, pertanto, prima di decidere di affrontarlo, chiede a Milim di non interferire nella loro lotta, non volendo fare troppo affidamento su di lei. |                  |                  |
| 19       | 19 | Charybdis 「暴風大妖渦」 - Karyubudisu | 11 febbraio 2019 | 16 marzo 2023    |
| 19       | 19 | Per contrastare l'attacco di Cariddi, le forze di Tempest (composte da Kijin, High Orc e dai Dragonewt) chiedono aiuto al regno di Dwargon, che invia 100 cavalieri in sella ai Pegasus. All'avvicinarsi dell'essere le forze alleate si concentrano per prima cosa sui Megalodon, dei mostri subordinati di Cariddi simili a squali volanti. Nonostante le notevoli difficoltà riescono ad abbatterli tutti, lasciando la bestia volante per ultima. Rispetto ai Megalodon, però, si dimostra un avversario molto più ostico, disponendo di un'altissima capacità di rigenerazione, di un campo che annulla la magia e dell'abilità di usare le sue stesse scaglie come armi. A fine giornata Cariddi, nonostante i feroci attacchi subiti, continua a volare imperterrito. Improvvisamente Limur sente una voce ringhiare il nome di Milim. Capendo che era lei, e non sé stesso, l'obiettivo di Cariddi, chiama la Re Demone, che rileva la presenza di Phobio dentro al mostro. Un singolo attacco di Milim basta a vaporizzare l'essere. A terra ritrovano Phobio privo di sensi, che Limur prontamente separa dal nucleo di Cariddi, ponendo fine alla minaccia. Sul posto arriva Callion in persona, che si scusa con lui per i danni arrecati dal suo sottoposto. Limur coglie l'occasione per proporgli un patto di non aggressione, immediatamente approvato dal Signore delle Bestie, che gli dice pure che, se mai avessero avuto bisogno di aiuto, possono contare su di lui. |                  |                  |
| 20       | 20 | Yuuki Kagurazaka 「ユウキ・カグラザカ」 - Yūki Kagurazaka | 18 febbraio 2019 | 23 marzo 2023    |
| 20       | 20 | Ricordatosi dei bambini di cui Shizu è stata insegnante ad Ingracia, Limur decide di recarsi nel regno per verificare le loro condizioni parlando con il Gran Maestro della Gilda della Libertà, servendosi di una lettera di presentazione lasciatagli da Fuze. Arrivato davanti alla capitale tre giorni dopo, decide di indossare la maschera antimagia nel caso fossero in grado di identificarlo come bestia magica. Nota subito come la città sia moderna e ricca, disponendo persino di vetri. Entrato nella sede della Gilda (più simile ad un palazzo per uffici) sale ed entra nell'ufficio del Gran Maestro. Al suo arrivo si presenta come Yuuki Kagurazaka, ma quando si accorge che Limur indossa la maschera della sua maestra lo attacca credendolo un nemico. Subito dopo, però, lo slime fa subito amicizia con lui grazie alla loro reciproca passione della cultura otaku. Quando i due arrivano a discutere dei bambini, Yuuki gli spiega che, essendo delle evocazioni, accumulano al loro interno una gran quantità di energia, troppo grande per loro, e che entro al massimo cinque anni moriranno. Limur si offre di salvarli da questo fato e di realizzare così il desiderio di Shizu. Quando entra nella classe, tuttavia, uno di loro cerca di attaccarlo con una fiammata, rendendo evidente che non sarà un compito facile. |                  |                  |
| 21       | 21 | Gli allievi di Shizu 「シズさんの教え子達」 - Shizu-san no oshiego-tachi | 25 febbraio 2019 | 30 marzo 2023    |
| 21       | 21 | L'inizio del rapporto di Limur con i suoi nuovi studenti (Kenya Misaki, Ryouta Sekiguchi, Gale Gibson, Alice Rondo e Chloe O'Bell) non è dei migliori, al punto da ignorarlo mentre fa l'appello. Siccome sono stati abbandonati dai loro evocatori e sono consapevoli che morranno presto si mostrano abbastanza insofferenti. Per sbloccare la situazione decide di sfidare ognuno di loro a duello, sia per conoscere le loro capacità che per tentare di ridurre il potere magico che rischia di distruggerli, senza successo. Nonostante il fallimento dei duelli, Limur promette ai ragazzini che li avrebbe salvati. Tornato temporaneamente a Tempest, chiede a Treiny se abbia idea di dove trovare la Regina degli Spiriti per cercare degli spiriti superiori da fondere con i suoi studenti. La driade non riesce ad essere di alcun aiuto, dato che la Regina che le driadi servivano è morta da tempo e che non hanno mai interagito con quella attuale, non sapendo quindi dove si trova la Tana degli Spiriti dove dimora. Durante un picnic tra Limur e i suoi ragazzi, si ode il verso stridulo di un Drago del Cielo. Per impedirgli di fare delle vittime, lo slime si alza in volo e lo sconfigge in poco tempo. Quella sera lui e i ragazzi vengono invitati a cena da Gard Mjolmire, un noto mercante di Ingracia, per ripagarlo di averlo salvato dal mostro. Poco prima di tornare in Accademia, una delle cameriere saluta i bambini con un augurio che nomina la Regina degli Spiriti. Avendo finalmente una pista, Limur si fa dire dov'è la Tana degli Spiriti. |                  |                  |
| 22       | 22 | La conquista del labirinto 「迷宮攻略」 - Meikyū kōryaku | 4 marzo 2019     | 6 aprile 2023    |
| 22       | 22 | Poco dopo essere entrati nel labirinto, Limur e i suoi studenti, scortati da Ranga, sentono la voce di uno spirito che inizia a spaventare questi ultimi. Alla richiesta dello slime di poter incontrare la Regina degli Spiriti, la presenza acconsente, a condizione di superare una prova. Trasportati in una stanza chiusa, Limur si ritrova a combattere un golem che, nonostante la virtuale invincibilità, viene distrutto in pochi istanti. Subito dopo impone alla presenza di mostrarsi a loro se non vuole essere bruciata viva. Spaventata, essa appare: si presenta come Ramiris dei labirinti, uno dei Dieci grandi Re demoni, benché tutti, vista la sua debole aura che la personalità piuttosto infantile ed irritante, ci credano poco. Afferma anche di essere la Regina degli Spiriti, in quanto corrotta innumerevoli anni prima. Dopo che Limur le spiega la situazione dei bambini, la fata si offre di aiutarli. Dopo averli condotti alla Tana, un grande pilastro costituito da cristalli magici, dice loro che, se anche gli spiriti superiori non rispondono, in alternativa possono crearne uno da zero, cosa di cui Limur può occuparsi grazie ad Alteratore. |                  |                  |
| 23       | 23 | Anime tratte in salvo 「救われる魂」 - Sukuwareru tamashii | 11 marzo 2019    | 13 aprile 2023   |
| 23       | 23 | Gli studenti di Limur si inginocchiano e pregano nel tentativo di richiamare degli spiriti superiori. Vedendo solo spiriti minori, lo slime li risucchia con Gluttony per poi fonderli assieme, così che possano unirsi ai ragazzini. Quando arriva il turno di Chloe, tuttavia, appare un potente spirito che, stando alle parole di Ramiris, sarebbe nato nel futuro, la quale si fonde con la bambina stabilizzandone l'energia. Prima di andarsene Limur mantiene la parola creando un nuovo guardiano per la Tana degli Spiriti. Giorni dopo Limur ripensa a ciò che gli era successo da quando si era formato nella caverna di Veldra fino a quel momento, concludendo che ormai è tutto risolto. Prima che lui e Ranga tornino a casa, per tranquillizzare i suoi studenti, disperati per la sua partenza, regala loro delle nuove uniformi, mentre a Chloe dà la propria maschera. Mentre i due sfrecciano verso Tempest, una misteriosa donna, da lontano, li fissa con un'espressione dura. Altrove, in un luogo oscuro, un demone rimugina su come non sia riuscito a farsi evocare dallo slime, venendo preceduto da un suo simile. Decide di aspettare un'altra occasione, ansioso di conoscere "la verità del mondo" grazie a lui. |                  |                  |
| 24       | 24 | Nero e una maschera 「黒と仮面」 - Kuro to kamen | 18 marzo 2019    | 20 aprile 2023   |
| 24       | 24 | In una notte buia, sormontata da una luna rosso sangue, due persone, un uomo e una donna, giacciono a terra. L'uomo è morto, mentre la sua compagna, malconcia ed infuriata, traccia a terra un cerchio magico per le evocazioni, continuando a ripetersi che "lui" deve pagare per quanto è stato fatto loro. Un demone le compare dinanzi. I due stipulano un patto: in cambio dell'anima della donna e del suo compagno il demone avrebbe dato la caccia a chi li aveva uccisi. Il giorno dopo Shizue Izawa, come diversi altri avventurieri, risponde ad un incarico d'emergenza del regno di Filtwood. Un demone è penetrato nel mondo e l'incarico prevede appunto di sconfiggerlo. Una volta che sono tutti presenti nella sala delle udienze, il primo ministro si fa avanti. Riferisce immediatamente che i loro migliori eroi, le Ali d'Argento, sono stati uccisi. La cosa turba notevolmente tutti i presenti, essendo i due talmente abili da avere dei titoli, cosa non da poco. A peggiorare la situazione pare che il demone in questione, sconfitto il secolo precedente dal loro grande eroe Orthos, non sia dotato di un nome grazie al quale comprendere la sua forza. Non si sa nemmeno come venne sigillato, anche se nei sotterranei del castello sono ancora presenti le sue spoglie, necessarie al mostro per risorgere. Uno dei presenti fa per andarsene, ma viene immediatamente abbattuto dal capitano delle guardie, rivelando che era posseduto da un Demone Minore. Apparentemente l'essere sta sondando l'ambiente infiltrando i suoi servitori per scoprire la posizione dei suoi resti, e l'unica strategia sembra essere quella di capire chi è effettivamente posseduto e chi no. Uno dei presenti inizia a ridere: trova il compito ridicolmente semplice e che per risolvere la questione basta semplicemente uccidere tutti. Shizu, non potendo lasciar correre, decide di combattere l'uomo misterioso. Questi si presenta come "Nero", e nonostante la forza della donna riesce a tenerle testa con gran facilità. Nemmeno una delle tecniche più potenti di Shizu, Inferno Flame, lo distrugge, anche se ammette di aver percepito "un po' di dolore". Ma quando colpisce la sua avversaria sul volto, il suo braccio destro si stacca di netto. Accortosi che la maschera che indossa trascende il tempo, e soddisfatto del combattimento, decide di ritirarsi. Shizu viene acclamata per la sua vittoria, ma è preoccupata: Nero era potente, e non stava nemmeno dando il massimo. Si chiede inoltre a quale "incarico" si stesse riferendo prima del loro duello. Quel pomeriggio ripensa ad un dialogo con Leon Cromwell, quando le raccontò dei demoni definiti "Progenitori", ben diversi dalla maggior parte dei demoni noti ed indicati con un colore piuttosto che con un nome, come Rouge (Rosso), Blanche (Bianco) e Noir (Nero). Le sembra improbabile che qualcuno di potente come Noir si fosse davvero disturbato ad arrivare nel mondo dei mortali. Il soldato che l'aveva ricevuta all'ingresso entra dicendole che il re vorrebbe parlarle. Prima di arrivare davanti al sovrano di Filtwood l'uomo le fa i complimenti per il duello contro il demone nel salone. Tuttavia qualcosa non va: stanno scendendo nei sotterranei, dove si troverebbero le spoglie del demone sigillato, e in più il soldato è perfettamente a conoscenza della lotta pur non essendo presente. Viene condotta in una sala dove trova, seduti su due troni secondari, il primo ministro ed il re. Il suo accompagnatore si presenta come Orthos, il vero sovrano del regno. La verità risulta evidente: la storia dell'eroe che sconfisse un demone è falsa, e le leggende generatesi da quell'evento diedero potere all'essere, permettendogli di darsi da solo un nome. Filtwood è un regno governato dai demoni, nel quale persone dotate di potenti abilità vengono sacrificate ad Orthos per dargli più potere anche grazie ai suoi servi umani. Shizu è stata portata lì perché lei stessa ed Ifrit siano consumati dal demone, che intende sottrarle anche la maschera. La conseguente lotta risulta particolarmente difficile soprattutto perché Shizu è fiaccata dal combattimento contro Noir, portandola alla difficile decisione di lasciar scatenare Ifrit. Prima che possa levarsi la maschera, però, Noir appare con in mano le teste dei demoni mascherati da umani. Rapidamente uccide i due complici di Orthos, per poi dirigere la sua attenzione all'Arcidemone. Questi, dopo un'iniziale boria, rimane terrorizzato quando il Progenitore lo solleva in aria come una bambola e si prepara a divorargli l'anima. Secondo la versione ufficiale, concordata tra Noir e Shizu, il demone ha ucciso il re e il ministro per poi essere eliminato da lei. La donna è consapevole di non essere in grado di sconfiggere un avversario di tale portata, augurandosi che un giorno compaia qualcuno capace di avere a che fare con lui. Anni dopo Noir osserva il combattimento tra Limur e Ifrit, mostrandosi interessato allo slime. Un giorno lo stesso Progenitore sarebbe stato evocato da Limur ricevendo il nome "Diablo". |                  |                  |
| 25       | 25 | Racconto: il diario di Veldora 「閑話：ヴェルドラ日記」 - Kanwa: Verudora nikki | 25 marzo 2019    | 27 aprile 2023   |
| 25       | 25 | Dopo la sconfitta da parte di Limur, Ifrit si trova nello stesso spazio in cui si trova Veldra, nello stomaco dello slime. Il drago sfida lo spirito del fuoco ad una serie di partite di shōgi, mentre Limur prosegue con le sue avventure. Nello stesso lasso di tempo i due stringono un solido rapporto di amicizia. |                  |                  |

### Seconda stagione
| Nº serie                   | Nº   | Titolo italiano Giapponese 「Kanji」 - Rōmaji | In onda           | In onda           |
| Nº serie                   | Nº   | Titolo italiano Giapponese 「Kanji」 - Rōmaji | Giapponese        | Italiano          |
| Prima parte (12 episodi)   |      | |                   |                   |
| -                          | 0    | Digressione: Hinata Sakaguchi 「閑話：ヒナタ・サカグチ」 - Kanwa: Hinata Sakaguchi | 5 gennaio 2021    | 1º giugno 2023    |
| 25                         | 1    | Le giornate impegnative di Limur 「リムルの忙しい日々」 - Rimuru no isogashii hibi | 12 gennaio 2021   | 8 giugno 2023     |
| 26                         | 2    | Lo scambio commerciale con il regno delle bestie 「獣王国との交易」 - Yūrazania to no kōeki | 19 gennaio 2021   | 15 giugno 2023    |
| 27                         | 3    | Ancora una volta, il Paradiso 「楽園、再び」 - Rakuen, futatabi | 26 gennaio 2021   | 22 giugno 2023    |
| 28                         | 4    | Il regno di Falmuth e i suoi complotti 「謀略のファルムス王国」 - Bōryaku no Farumusu ōkoku | 2 febbraio 2021   | 29 giugno 2023    |
| 29                         | 5    | Preludio al disastro 「災厄の前奏曲」 - Saiyaku no zensōkyoku | 9 febbraio 2021   | 6 luglio 2023     |
| 30                         | 6    | La mossa della bella 「動き出す麗人」 - Ugokidasu reijin | 16 febbraio 2021  | 13 luglio 2023    |
| 31                         | 7    | Disperazione 「絶望」 - Zetsubō | 23 febbraio 2021  | 20 luglio 2023    |
| 32                         | 8    | Speranza 「希望」 - Kibō | 2 marzo 2021      | 27 luglio 2023    |
| 33                         | 9    | Mettere tutto in gioco 「全てを賭けて」 - Subete o kakete | 9 marzo 2021      | 3 agosto 2023     |
| 34                         | 10   | Megiddo 「神之怒」 - Megido | 16 marzo 2021     | 10 agosto 2023    |
| 35                         | 11   | La nascita del re demone 「魔王誕生」 - Maō tanjō | 23 marzo 2021     | 17 agosto 2023    |
| 35                         | 11   | Una volta impostata un'area di antimagia, Limur lancia Megiddo, che inizia a sterminare il vasto esercito di Falmuth, compresi i mercenari e i maghi del Sacro Concilio dell'Ovest, terrorizzando re Edomalis e l'arcivescovo Reyheim. Razen e Folgen accorrono al fianco del re, ma non possono teletrasportarsi via a causa dell'antimagia. Folgen propone allora di riunire i superstiti con la propria abilità unica, Comando, per usarli come scudi umani, ma viene colpito da Megiddo non appena lasciata la tenda. Anche Razen viene abbattuto a sua volta. Edomalis, capendo di essere in gravissimo pericolo, tenta di offrire a Limur un'alleanza per salvarsi la vita, ma lo slime gli taglia il braccio sinistro, capendo la meschinità del sovrano. Nel frattempo Grande Saggio informa Limur di aver acquisito l'abilità unica Crudele, della quale si serve per raccogliere le anime rimanenti per la sua evoluzione, ad eccezione del re e dell'arcivescovo. Poco dopo inizia il Festival del Raccolto. Immediatamente cade in preda ad una sensazione di sonno sempre più forte. Essendo in quel momento troppo vulnerabile, chiede a Ranga di riportarlo in città e di prendere prigionieri Edomalis e Reyheim. Dopo essere stato avvertito da Grande Saggio che qualcuno è sopravvissuto allo sterminio, decide di evocare un demone perché se ne occupi al suo posto. Dopo aver offerto tutti i cadaveri presenti nell'area dal cerchio emerge Noir, accompagnato da due demoni suoi subordinati. Limur ordina a quest'ultimo di catturare e portargli vivo il superstite. L'Arcidemone, evidentemente ben felice di obbedire al suo evocatore, assicura che sarà una passeggiata per lui. In città gli abitanti di Tempest vengono informati dalla Parola del Mondo che a breve inizierà il Festival del Raccolto, e che verranno distribuiti dei doni a coloro che sono più vicini a Limur. Subito giunge Ranga reggendo Limur, che viene poggiato in cima alla fontana centrale. Il Festival lo evolve da slime a Demon Slime, e migliora considerevolmente tutte le sue capacità fisiche, le abilità e le resistenze ottenute nella sua forma precedente, oltre a fargliene acquisire di nuove. Anche Grande Saggio subisce un cambiamento, evolvendosi nell'abilità definitiva Raphael. All'accampamento di Falmuth Razen, ancora vivo grazie all'abilità Sopravvissuto di Shogo, ha appena il tempo di sospirare per lo scampato pericolo che Nero e i suoi servitori gli si parano davanti. Lo stregone, certo della propria superiorità, non intende arrendersi e inizia a scagliargli contro i suoi attacchi più potenti, arrivando anche a combatterlo a mani nude, ma il Progenitore lo atterra facilmente. In città Limur completa la sua evoluzione in Re Demone. Quasi tutti i presenti (tranne Ellen, Kabar e Gido, Myulan, Youm e Grucius) iniziano a perdere i sensi, conseguenza del ricevere il dono dalla Parola del Mondo. Poco dopo Raphael, prendendo temporaneamente possesso del corpo di Limur, si dirige verso le salme delle vittime uccise dai soldati di Falmuth. L'abilità tenta di resuscitarli servendosi di tutta la sostanza magica presente nei dintorni, ma, come evidenziato da Noir, non è ancora sufficiente. Così offre di prendere anche le vite dei suoi servitori per completare il rito, assicurando che ne sarebbero ben felici. L'assorbimento dei due demoni permette a Raphael di eseguire il rituale di resurrezione spirituale. Dopo questa ennesima dimostrazione di potere Noir riflette di dover fare in modo di essere incluso tra i servitori dello slime il prima possibile. Poco dopo Shion apre gli occhi. |                   |                   |
| 36                         | 12   | Colui che è stato liberato 「解き放たれし者」 - Tokihanatareshi mono | 30 marzo 2021     | 24 agosto 2023    |
| 36                         | 12   | Dopo tre giorni di riposo Limur si sveglia in braccio a Shion, nuovamente in vita come il centinaio di cittadini uccisi dai soldati di Falmuth. Scopre che tutti hanno subito un'evoluzione, e che persino la sua abilità è migliorata. Ora non esiste alcuna domanda alla quale Raphael non è in grado di rispondere. Dopo una scena imbarazzante con Shion e Benimaru, quest'ultimo lo informa della presenza di Albis, Suphia e Phobio, i tre Cavalieri Bestiali di Callion. In base al loro racconto dieci giorni prima Milim Nova era arrivata ad Eurazania per sfidare il loro signore e rompere tutti gli accordi stretti con gli altri Re Demoni. Elettrizzato dalla possibilità di scontrarsi con la famosa Destroyer, decide di battersi da solo con lei. Una settimana dopo dà tutto sé stesso nel duello, ma, oltre a sopravvivere, Milim annienta in un colpo la capitale. Improvvisamente viene attaccato da dietro da Frey. Inoltre, dalla direzione in cui era fuggita Frey, sorge il sospetto che dietro a tutto si celi Kleiman. Sulla cima della collina sovrastante la città Limur e Ranga vengono raggiunti da Nero, il quale si complimenta con lo slime per essersi evoluto in Re Demone. Esprime anche il desiderio di poter servire sotto di lui. Dopo un attimo di titubanza, Limur accetta, dandogli come nome Diablo. Mentre rimugina su tutti i problemi da affrontare nei prossimi giorni viene informato da Raphael che l'analisi di Prigione Eterna è stata completata, rendendo possibile liberare Veldra. Tornato nella caverna dove si erano incontrati, crea una sua copia e vi infonde il nucleo del Drago delle Tempeste. Dopo trecento anni Veldra è finalmente libero. |                   |                   |
| Seconda parte (12 episodi) |      | |                   |                   |
| 36.5                       | 12.5 | Racconto: il diario di Veldra 「閑話：ヴェルドラ日記2」 - Kanwa: Verudora nikki tsu | 29 giugno 2021    | 31 agosto 2023    |
| 37                         | 13   | Visitatori 「訪れる者たち」 - Otozureru mono-tachi | 6 luglio 2021     | 7 settembre 2023  |
| 38                         | 14   | Riunione tra uomini e bestie magiche 「人魔会談」 - Jinma kaidan | 13 luglio 2021    | 14 settembre 2023 |
| 39                         | 15   | L'avviso di Ramiris 「ラミリスの報せ」 - Ramirisu no shirase | 20 luglio 2021    | 21 settembre 2023 |
| 40                         | 16   | La riunione che danza 「会議は踊る」 - Kaigi wa odoru | 27 luglio 2021    | 28 settembre 2023 |
| 41                         | 17   | La notte prima della battaglia 「会戦前夜」 - Kaisen zen'ya | 3 agosto 2021     | 5 ottobre 2023    |
| 42                         | 18   | I Re demoni 「魔王たち」 - Maō-tachi | 10 agosto 2021    | 12 ottobre 2023   |
| 43                         | 19   | Il segnale d'apertura 「開宴の合図」 - Kaien no aizu | 17 agosto 2021    | 19 ottobre 2023   |
| 44                         | 20   | Nella terra del destino 「因縁の地で」 - Innen no chi de | 24 agosto 2021    | 26 ottobre 2023   |
| 45                         | 21   | Adalman, l'indice 「示指のアダルマン」 - Jishi no Adaruman | 31 agosto 2021    | 2 novembre 2023   |
| 45                         | 21   | Mentre aspetta di essere convocato al Walpurgis, Limur si fa raccontare da Veldra e Ramiris qualcosa sui Re Demoni che incontrerà, suggerendogli di fare molta attenzione. Da un portale comparso nell'ufficio esce Misery, venuta a scortare Limur e la fata alla riunione. Intanto Hakurou, Souei e Shuna sono in cammino con l'intento di conquistare il castello di Kleiman, quando si ritrovano circondati da non-morti. Souei inizia a battersi contro un Drago della Morte, un tipo di Drago zombie molto pericoloso, mentre Hakurou incrocia la spada con un guerriero molto abile, nonostante il suo stato di morto vivente. Shuna, dal canto suo, punta a sconfiggere Adalman, membro delle Dita di Kleiman e nucleo portante dei non-morti. La giovane oni blocca con successo gli attacchi di Adalman, al che le chiede come faccia ad usare la magia sacra, essendo lei una creatura magica. La ragazza ribatte che se, si crede nel miracolo e nel proprio desiderio, la magia sacra darà ascolto a chiunque. Riconosce Adalman come un ex-sacerdote che, una volta morto, non poté più usarla, accusandolo anche di indossare le sue vecchie vesti per un futile attaccamento. Lo scheletro, piccato dalle sue parole, cerca di distruggerla con lo stesso incantesimo con cui Hinata Sakaguchi tentò di uccidere Limur, ma la oni riscrive la magia, sconfiggendo tutti i morti viventi. Mentre i tre si apprestano a proseguire, Adalman, libero dalla maledizione che lo costringeva a difendere il castello assieme ai suoi seguaci, e voglioso di incontrare Limur, al quale la sua salvatrice è devota, si offre di far loro strada. Intanto Limur, arrivato nella dimensione ove si terrà il Walpurgis, attende che arrivino gli altri Re Demoni. Dopo Guy Crimson arrivano il gigante Dagrule, il vampiro Roy Valentine e Dino. Gli ultimi ad arrivare sono Milim Nova e Kleiman, che a sorpresa colpisce la dragonewt in volto senza che questa reagisca. Furioso per aver visto la sua amica colpita in quel modo, lo slime giura a sé stesso di far soffrire enormemente il suo nemico. |                   |                   |
| 46                         | 22   | La festa dei Re demoni ~Walpurgis~ 「魔王達の宴 ～ワルプルギス～」 - Maō-tachi no utage ～Warupurugisu～ | 7 settembre 2021  | 9 novembre 2023   |
| 47                         | 23   | Ripresa in extremis 「起死回生」 - Kishikaisei | 14 settembre 2021 | 16 novembre 2023  |
| 48                         | 24   | Octagram 「八星魔王」 - Okutaguramu | 21 settembre 2021 | 23 novembre 2023  |

### Terza stagione
| Nº serie | Nº   | Titolo italiano Giapponese 「Kanji」 - Rōmaji                                 | In onda           | In onda           |
| Nº serie | Nº   | Titolo italiano Giapponese 「Kanji」 - Rōmaji                                 | Giapponese        | Italiano          |
| -        | 0    | Racconto: il diario di Diablo 「閑話：ディアブロ日記」 - Kanwa: Diaburo nikki | 29 marzo 2024     | 23 aprile 2024    |
| 49       | 1    | Diavoli e strategie 「悪魔と策謀」 - Akuma to sakubō                          | 5 aprile 2024     | 26 aprile 2024    |
| 50       | 2    | Le intenzioni della Santa 「聖人の思惑」 - Seijin no omowaku                  | 12 aprile 2024    | 3 maggio 2024     |
| 51       | 3    | Giorni di pace 「平和な日々」 - Heiwana hibi                                  | 19 aprile 2024    | 10 maggio 2024    |
| 52       | 4    | Il ruolo di ognuno 「それぞれの役割」 - Sorezore no yakuwari                  | 26 aprile 2024    | 17 maggio 2024    |
| 53       | 5    | Il meeting delle Ali 「両翼会議」 - Ryōyoku kaigi                             | 3 maggio 2024     | 24 maggio 2024    |
| 54       | 6    | Coloro che si avvicinano 「迫り来る者達」 - Semari kuru-sha-tachi             | 10 maggio 2024    | 31 maggio 2024    |
| 55       | 7    | Lo scontro tra santi e bestie 「聖魔激突」 - Shōma gekitotsu                  | 17 maggio 2024    | 7 giugno 2024     |
| 56       | 8    | Fraintendimenti 「ボタンのかけ違い」 - Botan no kake chigai                   | 24 maggio 2024    | 14 giugno 2024    |
| 57       | 9    | Le trame dei Sette luminari 「七曜暗躍」 - Shichiyō anyaku                    | 31 maggio 2024    | 21 giugno 2024    |
| 58       | 10   | Dèi e Re demoni 「神と魔王」 - Kami to maō                                    | 7 giugno 2024     | 28 giugno 2024    |
| 59       | 11   | Riconciliazioni e accordi 「和解と協定」 - Wakai to kyōtei                    | 14 giugno 2024    | 5 luglio 2024     |
| 60       | 12   | I preparativi per l'evento 「開催準備」 - Kaisai junbi                        | 21 giugno 2024    | 12 luglio 2024    |
| 61       | 13   | I Regni e gli inviti 「各国と招待状」 - Kakkoku to jōtaijō                    | 28 giugno 2024    | 19 luglio 2024    |
| 62       | 14   | Il labirinto e il drago delle tempeste 「迷宮と暴風竜」 - Meikyū to bōfū ryū  | 5 luglio 2024     | 26 luglio 2024    |
| 63       | 15   | Udienze 「謁見式」 - Ekkenshiki                                               | 19 luglio 2024    | 9 agosto 2024     |
| 64       | 16   | Il calvario di Benimaru 「ニマルの受難」 - Benimaru no junan                  | 26 luglio 2024    | 16 agosto 2024    |
| 65       | 17   | L'eroe fulmineo 「閃光の勇者」 - Senkō no yūsha                               | 2 agosto 2024     | 6 settembre 2024  |
| 65.5     | 17.5 | Luminous memories 「ルミナスメモリーズ」 - Ruminasu memorīzu                  | 9 agosto 2024     | 6 settembre 2024  |
| 66       | 18   | Una folla di avventori 「千客万来」 - Senkyaku banrai                         | 16 agosto 2024    | 6 settembre 2024  |
| 67       | 19   | La vigilia del festival 「前夜祭」 - Zen'yasai                                | 23 agosto 2024    | 13 settembre 2024 |
| 68       | 20   | Il festival di presentazione 「開国祭」 - Kaikoku-sai                         | 30 agosto 2024    | 20 settembre 2024 |
| 69       | 21   | Il torneo di combattimento 「武闘大会」 - Butō taikai                         | 6 settembre 2024  | 27 settembre 2024 |
| 70       | 22   | La decisione dell'eroe 「勇者との決着」 - Yūsha to no ketchaku                | 13 settembre 2024 | 4 ottobre 2024    |
| 71       | 23   | L'apertura del dungeon 「迷宮開放」 - Meikyū kaihō                            | 20 settembre 2024 | 11 ottobre 2024   |
| 72       | 24   | Dopo il festival 「祭の後」 - Matsuri no ato                                  | 27 settembre 2024 | 18 ottobre 2024   |

### OAV
| Nº | Titolo italiano Giapponese 「Kanji」 - Rōmaji | Prima edizione   | Prima edizione |
| Nº | Titolo italiano Giapponese 「Kanji」 - Rōmaji | Giapponese       |                |
| 1  | La tragedia dell'M? 「外伝：HEY!尻!」 - Gaiden: HEY! Shiri! | 4 dicembre 2019  |                |
| 1  | Come al solito Limur è conteso tra Shuna e Shion, essendo il suo corpo fisico molto piacevole da abbracciare. Ha così l'idea di creare dei cuscini a lui stesso somiglianti da dare a chi li richiede, in modo da ritrovare un po' di tranquillità. Il dilemma del tessuto viene risolto subito, ma per l'imbottitura chiede a Garm. Questi pensa alla Sabbia Lucida, levigata naturalmente dalle acque e lucida almeno quanto Limur, che si trova nel bel mezzo di un lago. Sul fondo dello stesso, però, si troverebbe una pericolosa bestia magica che trascina sul fondo chiunque nuoti su quelle acque. Lo slime decide comunque di dirigersi lì con i suoi compagni, supportato da Benimaru, Souei ed Hakurou. Una volta giunto al lago, il gruppo di Limur fa una breve sosta sulle sponde del lago mangiando qualcosa. Più tardi tutti indossano i costumi prima di immergersi, quando compare improvvisamente Milim, che insiste per unirsi a loro. Durante la traversata tutti vengono attaccati da dei tentacoli usciti dalle profondità del lago. Limur si immerge, scoprendo che appartengono alla bestia magica citata da Garm, un enorme mollusco che pare in preda ad una forte sofferenza. Lo slime comprende che l'involontaria responsabile è Shion. Dopo averla curata, Limur le promette di venirla a trovare di tanto in tanto. Una volta raccolta la sabbia ed essere tornati a casa, però, Shion e Shuna continuano a litigare per Limur, preferendo lui ai cuscini. |                  |                |
| 2  | Hey! Posteriore! 「外伝：Ｍの悲劇？」 - Gaiden: Emu no higeki? | 9 luglio 2019    |                |
| 3  | La splendida vita da insegnante di Limur, Parte 1 「外伝: リムルの華麗な教師生活 その1」 - Gaiden: Rimuru no karei na kyōshi seikatsu sono 1 | 26 marzo 2020    |                |
| 4  | La splendida vita da insegnante di Limur, Parte 2 「外伝: リムルの華麗な教師生活 その2」 - Gaiden: Rimuru no karei na kyōshi seikatsu sono 2 | 9 luglio 2020    |                |
| 5  | La splendida vita da insegnante di Limur, Parte 3 「外伝: リムルの華麗な教師生活 その3」 - Gaiden: Rimuru no karei na kyōshi seikatsu Sono 3 | 27 novembre 2020 |                |

### The Slime Diaries
| Nº | Titolo italiano Giapponese 「Kanji」 - Rōmaji                                                         | In onda        | In onda |
| Nº | Titolo italiano Giapponese 「Kanji」 - Rōmaji                                                         | Giapponese     |         |
| 1  | Gli abitanti della città delle bestie magiche 「魔物の町の住人たち」 - Mamono no machi no jūnin-tachi | 6 aprile 2021  |         |
| 2  | Aria di primavera e... 「春の空気と」 - Haru no kūki to                                               | 13 aprile 2021 |         |
| 3  | L'estate a Jura 「ジュラの夏」 - Jura no natsu                                                        | 20 aprile 2021 |         |
| 4  | Un giorno in costume da bagno 「水着で一日」 - Mizugi de ichinichi                                    | 27 aprile 2021 |         |
| 5  | Ricreiamo un festival estivo 「再現ナツマツリ」 - Saigen natsu matsuri                                | 4 maggio 2021  |         |
| 6  | Cambiamenti 「うつろいかわる」 - Utsuroikawaru                                                        | 11 maggio 2021 |         |
| 7  | Ecco il Re demone! 「魔王が来た！」 - Maō ga kita!                                                    | 18 maggio 2021 |         |
| 8  | L'autunno del raccolto 「みのりの秋」 - Minori no aki                                                 | 25 maggio 2021 |         |
| 9  | L'inizio dell'inverno 「冬のおとずれ」 - Fuyu no otozure                                              | 1º giugno 2021 |         |
| 10 | La città delle bestie magiche coperta di neve 「魔物の町の雪化粧」 - Mamono no machi no yukigeshō     | 8 giugno 2021  |         |
| 11 | Dov'è Babbo Natale? 「サンタクロースはどこにいる」 - Santa Kurōsu wa doko ni iru                      | 15 giugno 2021 |         |
| 12 | Godiamoci il Capodanno 「正月を満喫」 - Shōgatsu o mankitsu                                           | 22 giugno 2021 |         |

### Visions of Coleus
| Nº | Titolo italiano Giapponese 「Kanji」 - Rōmaji                    | In onda          | In onda         |
| Nº | Titolo italiano Giapponese 「Kanji」 - Rōmaji                    | Giapponese       | Italiano        |
| 1  | Verso Coleus 「コリウス国へ」 - Koriusu kuni e                   | 1º novembre 2023 | 5 dicembre 2023 |
| 2  | L'inafferrabile ladro Satoru 「大怪盗サトル」 - Dai kaitō Satoru | 1º novembre 2023 | 5 dicembre 2023 |
| 3  | Viola e rosa 「紫と薔薇」 - Murasaki to bara                     | 1º novembre 2023 | 5 dicembre 2023 |